# Заміжня діва
Заміжня діва (англ. The Married Virgin) — американська драма режисера Джозефа Максвелла 1918 року.

## У ролях
- Віра Сіссон — Мері Макміллан
- Рудольф Валентіно — граф Роберт Сан Фраціні
- Френк Невбарг — Дуглас МакКі
- Кетлін Кіркхем — місіс Макміллан
- Едвард Джобсон — Джон Макміллан
- Лілліан Лейтон — Енн Маллінс